# Чиниглавци
Чиниглавци су насеље Града Пирота у Пиротском округу. Према попису из 2022. има 133 становника (према попису из 2002. било је 331 становника).
Овде се налази Манастир Чиниглавци.

## Историја
Чиниглавци су 1879. године имали 76 кућа са 574 душе, међу којима је било четири писмена човека и број пореских глава износио 120.
У месту је 1896. године радила српска народна школа. Била је троразредна са укупно 40 ђака; у првом - 21, другом - 7, и трећем 12.

## Демографија
У насељу Чиниглавци живи 279 пунолетних становника, а просечна старост становништва износи 50,4 година (49,3 код мушкараца и 51,7 код жена). У насељу има 145 домаћинстава, а просечан број чланова по домаћинству је 2,28.
Ово насеље је великим делом насељено Србима (према попису из 2002. године), а у последња три пописа, примећен је пад у броју становника.
|  |

| Демографија | Демографија | Демографија |
| Година      | Становника  | Становника  |
| ----------- | ----------- | ----------- |
| 1948.       | 1.062       |             |
| 1953.       | 1.029       |             |
| 1961.       | 849         |             |
| 1971.       | 665         |             |
| 1981.       | 568         |             |
| 1991.       | 423         | 408         |
| 2002.       | 331         | 347         |

| Етнички састав према попису из 2002.‍ | Етнички састав према попису из 2002.‍ | Етнички састав према попису из 2002.‍ | Етнички састав према попису из 2002.‍ | Етнички састав према попису из 2002.‍ |
| ------------------------------------ | ------------------------------------ | ------------------------------------ | ------------------------------------ | ------------------------------------ |
|                                      |                                      |                                      |                                      |                                      |
| Срби                                 | Срби                                 |                                      | 330                                  | 99,69%                               |
| Бугари                               | Бугари                               |                                      | 1                                    | 0,30%                                |
| непознато                            | непознато                            |                                      | 0                                    | 0,0%                                 |

| Година пописа     | 1948. | 1953. | 1961. | 1971. | 1981. | 1991. | 2002. |
| ----------------- | ----- | ----- | ----- | ----- | ----- | ----- | ----- |
| Број домаћинстава | 191   | 190   | 199   | 198   | 193   | 150   | 145   |

| Број чланова      | 1  | 2  | 3  | 4  | 5 | 6 | 7 | 8 | 9 | 10 и више | Просек |
| ----------------- | -- | -- | -- | -- | - | - | - | - | - | --------- | ------ |
| Број домаћинстава | 41 | 64 | 13 | 16 | 7 | 4 | 0 | 0 | 0 | 0         | 2,28   |

| Пол    | Укупно | Неожењен/Неудата | Ожењен/Удата | Удовац/Удовица | Разведен/Разведена | Непознато |
| ------ | ------ | ---------------- | ------------ | -------------- | ------------------ | --------- |
| Мушки  | 148    | 27               | 101          | 16             | 4                  | 0         |
| Женски | 138    | 7                | 102          | 27             | 1                  | 1         |
| УКУПНО | 286    | 34               | 203          | 43             | 5                  | 1         |

| Пол    | Укупно                    | Пољопривреда, лов и шумарство | Рибарство                            | Вађење руде и камена | Прерађивачка индустрија       |
| ------ | ------------------------- | ----------------------------- | ------------------------------------ | -------------------- | ----------------------------- |
| Мушки  | 54                        | 12                            | 0                                    | 0                    | 26                            |
| Женски | 26                        | 7                             | 0                                    | 0                    | 17                            |
| УКУПНО | 80                        | 19                            | 0                                    | 0                    | 43                            |
| Пол    | Производња и снабдевање   | Грађевинарство                | Трговина                             | Хотели и ресторани   | Саобраћај, складиштење и везе |
| Мушки  | 1                         | 3                             | 3                                    | 1                    | 3                             |
| Женски | 0                         | 0                             | 1                                    | 0                    | 0                             |
| УКУПНО | 1                         | 3                             | 4                                    | 1                    | 3                             |
| Пол    | Финансијско посредовање   | Некретнине                    | Државна управа и одбрана             | Образовање           | Здравствени и социјални рад   |
| Мушки  | 0                         | 0                             | 1                                    | 1                    | 1                             |
| Женски | 0                         | 0                             | 0                                    | 0                    | 0                             |
| УКУПНО | 0                         | 0                             | 1                                    | 1                    | 1                             |
| Пол    | Остале услужне активности | Приватна домаћинства          | Екстериторијалне организације и тела | Непознато            | Непознато                     |
| Мушки  | 1                         | 0                             | 0                                    | 1                    | 1                             |
| Женски | 0                         | 0                             | 0                                    | 1                    | 1                             |
| УКУПНО | 1                         | 0                             | 0                                    | 2                    | 2                             |